# Consejo obrero
Un consejo obrero es una asamblea deliberativa de la clase trabajadora o empleados, que se proponen facilitar la autogestión obrera o el control obrero dentro de una empresa. A diferencia del sindicato, en un consejo obrero los trabajadores asumen el control de hecho del lugar de trabajo, en vez de negociar con los empleadores a través de contratos colectivos. Son una forma de "democracia en el lugar de trabajo".
Las características de un consejo obrero incluyen el fenómeno de que un lugar de trabajo, sea una fábrica, escuela o granja, está controlada colectivamente por los trabajadores de ese lugar. Un grupo de esos trabajadores del lugar suele actuar de administrador o gerente, a pesar de que no existe un "gerente" real, ya que el consejo es el que controla el lugar. El consejo opera según el principio de delegados revocables. Esto significa que los delegados electos pueden ser cambiados en cualquier momento a través del voto en forma de consulta.
Los consejos se juntan para elegir organismos superiores para que los coordinen unos a otros. Esto significa que los consejos coordinadores no son superiores a los consejos de base, sino que al contrario ellos son formados y operados por estos. El consejo nacional debe tener delegados de cada ciudad del país. Por su naturaleza, esto significa que los consejos obreros hacen a un lado los tradicionales gobiernos centralizados y en vez de eso le dan el poder directamente al pueblo. 
Para algunos partidarios, los consejos obreros encarnan los principios fundamentales del socialismo, tales como el control de la producción y la distribución por parte de los trabajadores, así como el control de los trabajadores sobre la organización política de una sociedad. Por lo que a veces se lo ha descrito como un "socialismo desde abajo" en contraposición a lo que se puede entender como "socialismo desde arriba" representado por la socialdemocracia[cita requerida]. De acuerdo a esta perspectiva, el socialismo desde arriba es manejado desde instancias superiores por un Estado centralizado bajo control de un aparato burocrático que gobierna en nombre del pueblo, la clase obrera y la revolución, pero que según sus críticos no representaría tales intereses. 
Muchos marxistas apoyan un gobierno proletario basado en consejos obreros y que estos consejos deben ser usados para lograr la revolución socialista, los cuales deben alcanzar el poder político mediante una revolución insurreccional que destruya el poder del viejo aparato del Estado burgués, aunque la mayoría de los marxistas ortodoxos piensan al contrario que la revolución debe ser lograda a través de la vanguardia del partido comunista (único) a través de la acción en el propio gobierno (véase: democracia popular), bien después de una insurrección, o a través de la victoria de una formación electoral (que a menudo incluye alianzas con partidos reformistas o republicanos burgueses) en el propio aparato del Estado burgués, en un tipo de gobierno conocido como frentes populares.

## Historia
Los consejos obreros han ascendido a través de la historia moderna con diferentes nombres. Situaciones de interés incluyen Rusia durante 1917, donde los consejos fueron llamados "soviets", Alemania durante 1918, Turín/Italia durante 1919-1920, España durante 1936, Hungría durante 1956, Francia durante 1968, Chile en 1973 donde se los llamaba "cordones", Argentina en 1975 donde se los llamaba coordinadoras obreras, e Irán durante 1978-1979 donde fueron llamados "shoras".
Durante la revolución rusa de 1917 y la revolución alemana de 1918, los consejos obreros reemplazaron las viejas instituciones políticas y la burocracia, lo que excluyó a gente de alineación política derechista. En la Rusia de los soviets, los consejos eran comités de fábrica, estos organismos de participación fueron luego cooptados y posteriormente suprimidos por el Estado bolchevique. Hasta la actualidad uno de los hechos más identificados con el manejo político por parte de consejos obreros es la revolución popular que en Alemania dio lugar a la República Soviética de Baviera, que luego fue disuelta por el ejército alemán.

## Simpatizantes
Un importante proponente de una sociedad basada en consejos obreros, o democracia de trabajadores, como mecanismo de participación directa y emancipación proletaria es el movimiento por el comunismo de consejos. También es representativo su apoyo por parte de varios sectores del marxismo leninismo, anarcosindicalismo y de grupos comunistas libertarios, que principalmente promueven los consejos obreros por la capacidad de organización federalista y la autonomía proletaria que estos podrían llegar a tener en la práctica. 
Otro movimiento de tendencia libertaria fue el situacionismo (una corriente cultural, artística y de crítica ideológica), que tenía como propuesta política una sociedad de consejos obreros, por lo que casi siempre las organizaciones inspiradas en el situacionismo tenían un acercamiento al movimiento consejista, como por ejemplo el MIL. Aparte, sectores democráticos revolucionarios y otros grupos políticos minoritarios también se incluyen entre quienes defienden los consejos obreros.